# Dobrudzsa
Dobrudzsa (románul Dobrogea, bolgárul és ukránul Добруджа [Dobrudzsa]) történelmi régió a Balkánon. Ma nagyobbrészt Romániához, kisebb részben Bulgáriához, egy aprócska része pedig Ukrajnához tartozik.

## Földrajz

Dobrudzsa domborzati térképe

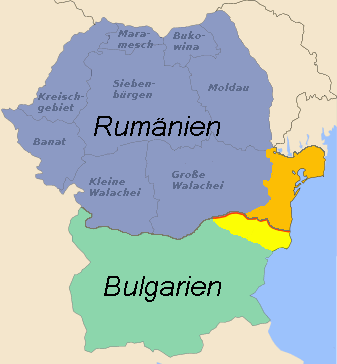
Dobrudzsa felosztva Románia és Bulgária között

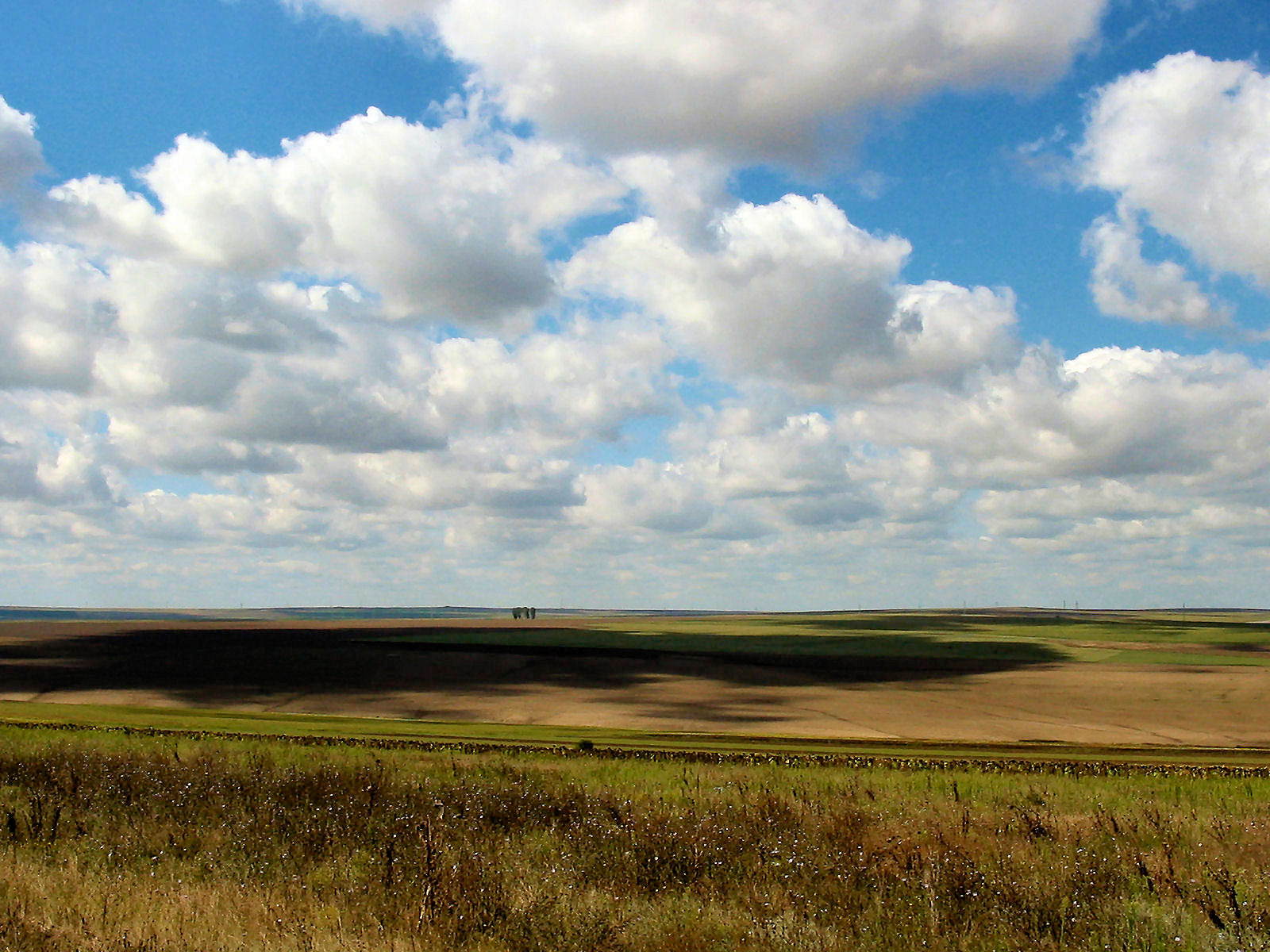
Dobrudzsai táj

Nyugaton a Duna, keleten a Fekete-tenger határolja.
A romániai rész két megyéből áll:
- Constanța megye (7071 km²)
- Tulcea megye (8499 km²)

Legnagyobb városa Konstanca kikötőváros (2002-ben 310 471 lakosa volt). Más fontosabb városok: Tulcsa (Tulcea), Mangalia, Medgidia, Cernavodă, Năvodari, Sulina.
A bulgáriai rész az ún. Kvadriláter avagy Dél-Dobrudzsa (Cadrilater = „négyszögű”), amely termékeny, sztyeppszerű síkság; a Bolgár-tábla része.
- Dobrics megye (4692 km²)
- Szilisztra megye(wd) (2878 km²)

Itt található Balcsik, Dobrics és Szilisztra városa.

## Története

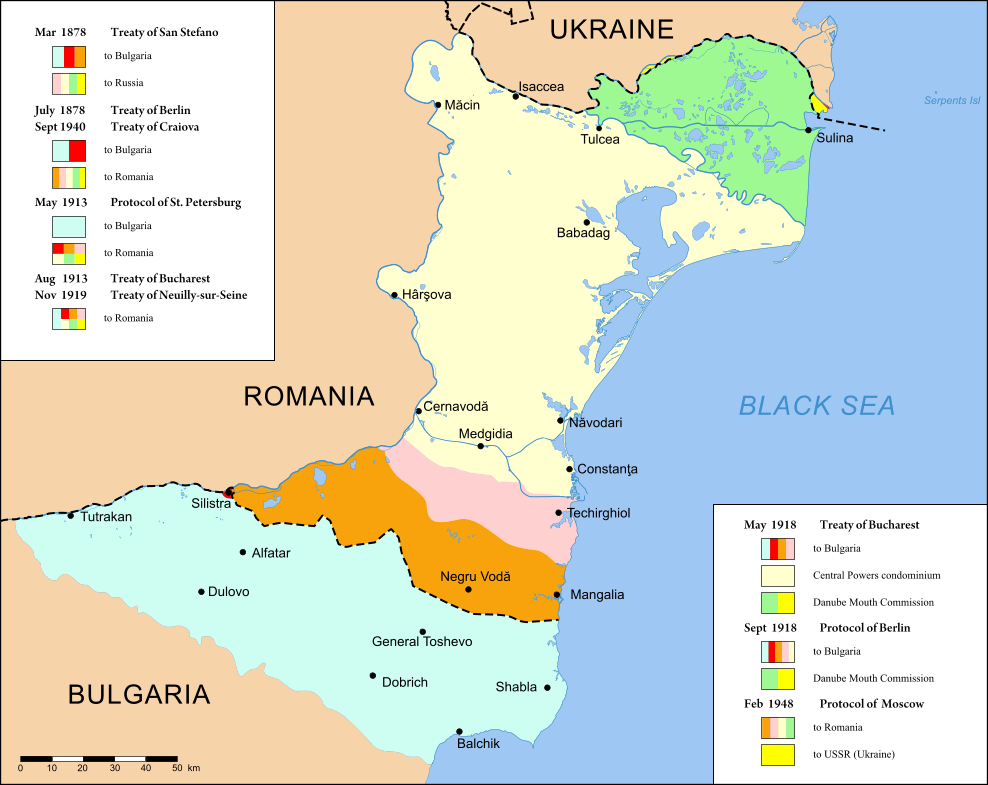
Dobrudzsa felosztásának változása 1878-tól napjainkig

Az ókorban Dobrudzsa neve Scythia Minor (Kis-Szkítia) volt.
Kr. u. 46-ban a rómaiak meghódították a területet. Az első bolgár birodalmat és fővárosát, Pliszkát 679-ben alapították itt. 971-ben a terület a Bizánci Birodalomhoz került, amelyhez mintegy 200 évig tartozott. A bizánci uralmat 1186-ban megdöntötték, és létrejött a második bolgár birodalom. Miután a Zsigmond magyar király vezette keresztes lovagok a nikápolyi csatában vereséget szenvedtek a törökök ellen, Bulgária 1396-ig az Oszmán Birodalomhoz került. Az oszmánok csak 1417-től vetették meg állandóan a lábukat Dobrudzsában, és a területet közigazgatásilag Tulcea szandzsákja néven szervezték meg. Az Oszmán Birodalom törököket és tatárokat telepített az elnéptelenedett területre. 1878-tól (berlini kongresszus) az északi rész Románia része lett. 
Az 1913–1918 és 1919–1940 között teljes egészében Romániához tartozott.
Wass Albert műveiben gyakorta emlegetett hely, ahová a székely népet hurcolták el a második világháború után kényszermunkára. Az 1956-os budapesti magyar forradalom után az elhurcolt székelység munka- és átnevelőtáborai működtek itt.